# Hanseatisches Kettenwerk

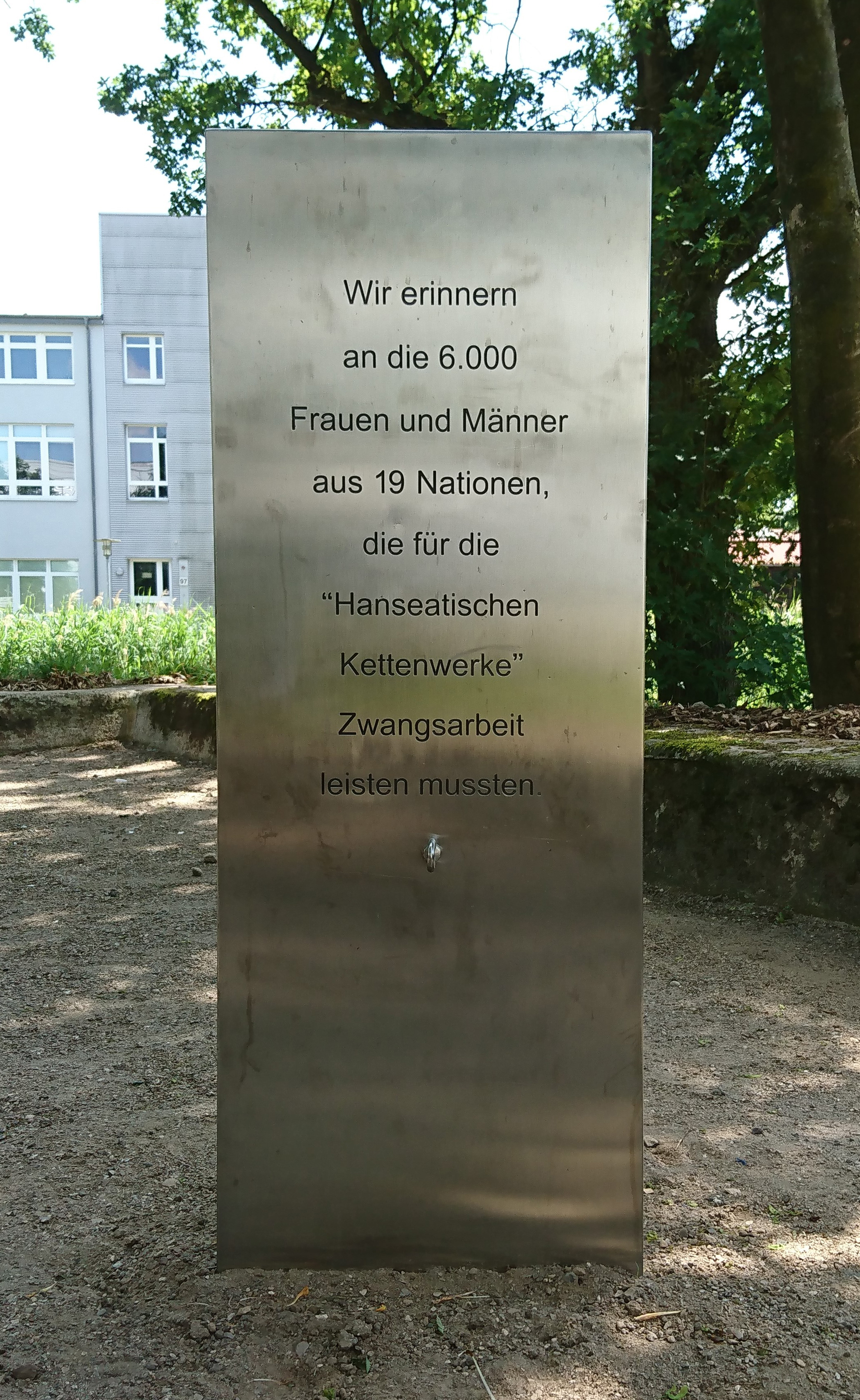
Gedenkstele zur Erinnerung an die Zwangsarbeiter

Das Hanseatische Kettenwerk (Hak) war eine Rüstungsfabrik in Hamburg-Langenhorn. Gegründet wurde es 1935 von Clemens Pötz aus Monheim, der dort bereits Miteigentümer einer Metallwarenfabrik war. Das notwendige Grundstück wurde von der Verwertungsgesellschaft für Montanindustrie, einem Vorläufer der IVG Immobilien und damals im Eigentum des Heereswaffenamts, erworben. Vom Hak wurden bis 1945 hauptsächlich Geschosshülsen und Granatenzünder gefertigt, auch im Rahmen von NS-Zwangsarbeit durch weibliche Häftlinge aus dem KZ-Außenlager Hamburg-Langenhorn.
Nach dem Zweiten Weltkrieg das in Liquidation befindliche Unternehmen in Eigentum des damaligen deutschen Bundesfinanzministeriums bei der Industrieverwaltungsgesellschaft mbH geführt. Am 2. Juli 1956 wurde die Gesellschaft „Hak Hanseatisches Kettenwerk GmbH i. L.“ aus dem Handelsregister gelöscht.